# La bayadera

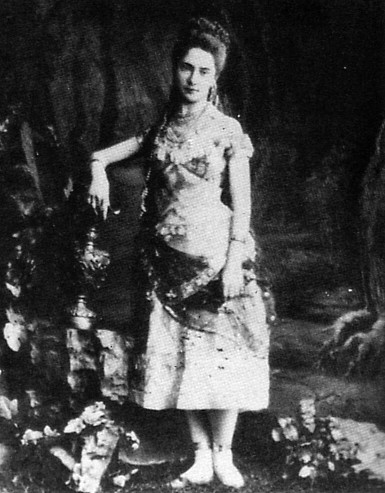
Ekaterina Vázem en el papel de Nikiya, San Petersburgo, 1877

La bayadera es un ballet, originalmente representado en cuatro actos y siete cuadros, creado por el coreógrafo francés Marius Petipa con la música de Ludwig Minkus. Es considerado una de las obras fundamentales del repertorio de las compañías de danza clásica. El compositor austriaco Minkus puso música a un libreto basado en dos dramas del poeta indio Kālidāsa. El libreto fue escrito por Serguéi Judekov y Petipa. Se estrenó en el Teatro Bolshói Kámenny de San Petersburgo el 23 de enero de 1877. El personaje de Solor lo bailó Lev Ivánov, quien luego se convertiría en una de las figuras cimeras de la danza clásica, mientras el personaje de Nikiya fue bailado por Ekaterina Vázem.
El compositor Minkus trabajó en estrecho contacto con el coreógrafo Petipa y logró una de las más notables composiciones pre-chaikovskianas. Varias estrellas del ballet clásico han obtenido grandes lauros por su desempeño en esta obra: entre éstas Anna Pávlova quien alcanzó su primer gran éxito en 1902 interpretando a Nikiya y Rudolf Nuréyev quien en 1958 causó fascinación en la misma ciudad donde se estrenara la obra cuando añadió a la variación de Solor ciertos toques.

## Argumento
La obra ha sufrido algunos cambios desde su estreno y en 1919 se le suprimió el tercer acto. Actualmente varía la cantidad de actos según la compañía y la versión coreográfica, lo que hace que en unas ocasiones se bailen dos actos y en otras tres.
Solor, noble guerrero, al regresar de la cacería pide estar sólo para orar ante la llama sagrada. Una vez señero llama al faquir Magdaveya y le comunica sus deseos de encontrarse con Nikiya, quien es bayadera del templo. Cuando llegan, el Gran Brahmán  y las otras bailarinas ordenan a Magdaveya que reúna a los otros faquires para preparar la llama sagrada. Las bayaderas aparecen, entre ellas Nikiya quien parece haber alcanzado el rango de "Gran Bayadera".  El Gran Brahmán hechizado por su belleza le jura amor eterno, pero ésta lo rechaza bajo la excusa de que él es un sacerdote. Las bailarinas ejecutan su danza, y el faquir comunica a Nikiya los deseos de Solor. El Brahmán advierte la conversación y, lleno de sospechas, la sigue. La bailarina sagrada va al encuentro del guerrero pero el brahmán ve cómo Solor le promete solemnemente sobre el fuego su fiel amor eterno a la joven. En un arranque de furia el espía comienza a invocar la ira de los dioses como venganza. 
El Rajah de la provincia, en recompensa al valor del guerrero, le ofrece la mano de su hermosa hija Gamzatti, por quien Solor queda deslumbrado al instante, a pesar de su juramento a Nikiya. Solor no tiene voluntad para rechazar el bondadoso ofrecimiento y el festejo por tal evento comienza con la llegada del Gran Brahmán, quien supone que el Rajah eliminara a Solor al saber su traición. Para sorpresa suya, el Rajah al escuchar el pacto entre el guerrero y la joven bayadera (quien tendría que bailar también en la fiesta) desea dar muerte a la joven. Gamzatti, que escondida ha escuchado la conversación, trata de persuadir a su rival de que abandone a Solor a cambio de lujosos presentes y alhajas. Ella no acepta y, en medio de su desesperación, intenta herir a la princesa, quien se promete tomar venganza.
En los jardines reales del Rajah se harán grandes celebraciones en honor al casamiento de su hija con el guerrero, donde también tendrá que danzar Nikiya. Durante su actuación le entregan una cesta de flores de parte de Solor, que fue realmente preparada por Gamzatti quien ocultó una serpiente que muerde mortalmente a la bailarina mientras está oliendo la fragancia de las flores. El Brahmán, aún enamorado, le ofrece un antídoto que ella rechaza al ver la pareja de recién casados. Con su muerte Solor queda destruido.
Bajo los efectos del opio, el joven guerrero ve a Nikiya, quien se le aparece desde el Reino de las Sombras. Junto a la bayadera, Solor comienza a danzar ante la llama sagrada. Solor queda atrapado en la alucinación, aun cuando aparecen sus compañeros para la preparación de la boda. 
Debajo del Gran Buda baila un hombre de bronce. El Gran Brahmán y los sacerdotes preparan la boda. Los novios entran rodeados de bayaderas y ejecutan su danza ritual. Gramzatti, Solor y el Rajah bailan, pero Solor sigue atrapado en la visión de Nikiya. Pronto aparece en el centro un cesto con flores idéntico al que dio muerte a Nikiya. Gramzatti, aterrada e invadida por la culpa, súplica a su padre la aceleración del ritual. Siguiendo órdenes, el Gran Brahmán pronuncia los ritos sagrados. Los dioses, furiosos, ejecutan su venganza, dejando al templo y a los presentes en ruinas. Finalmente, las almas de Solor y Nikiya se unen, camino hacia la eternidad. 
La escena del Reino de las Sombras (inserta en la tradición del ballet blanco) está considerada una gloria coreográfica mundial; en especial por la entrada de 24 bailarinas, interpretando espectros de bayaderas, desde una rampa de dos metros de alto bailando una serie de arabesques.